# Viking Ride
Viking Ride was een attractie in het Belgische pretpark Bobbejaanland. De attractie was een watercarrousel type Spinning Boat Ride van MACK Rides. De attractie opende in 1994, sloot in 2018, en werd afgebroken in 2019.

## Rit
Viking Ride was een attractie voor kleine kinderen. Een grote draaischijf was in een waterbak gemonteerd.  Aan de draaischijf waren enkele Vikingbootjes gemonteerd. Doordat de schijf draait, bewegen de bootjes in het water.
Afbeeldingen